# 赤い手裏剣
『赤い手裏剣』（あかいてしゅりけん）は、1965年2月20日に大映が配給した西部劇タッチの時代劇映画。大藪春彦の短編小説「掟破り」（連作短編集『孤剣』所収）を田中徳三監督で映像化、主演は市川雷蔵。

## 概要
三組のやくざがしのぎを削り、無法地帯化した宿場町に一人の男が現れ、やくざを一掃すべく奮戦する。
プロットは基本的に「掟破り」に依りつつ、同じく『孤剣』所収の「町荒らし」「隠田騒動」からも一部エピソードが借用されている。また原作では主人公（伊吹勘之助）は米国コルト社製のコルト・パターソンを所持していることになっているが、映画では手裏剣に変えられている。
大藪春彦による原作は芳文社発行の『週刊漫画TIMES』に連載された後、1964年9月、桃源社よりポピュラー・ブックスの1冊として刊行された。

## 配役
- 市川雷蔵 : 伊吹新之介
- 小林千登勢 : お雪
- 南原宏治 : 北風の政
- 春川ますみ : 千波
- 須賀不二男 : 絹屋源兵衛
- 水原浩一 : 九兵樹
- 伊達三郎 : 文造
- 吉田義夫 : 炭屋松次郎
- 木村玄 : 佐助
- 南条新太郎 : 常五郎
- 尾上栄五郎 : 喜三郎
- 堀北幸夫 : ドブ天
- 越川一 : 権六
- 沖時男 : カッパ松
- 志賀明 : 仏一家の中盆
- 小南明 : 三太
- 山岡鋭二郎 : ムク八
- 西岡弘善 : 梅吉
- 伊東義高  :月の井の若い衆
- 山形勲 : 仏の勘造

## スタッフ
- 監督 : 田中徳三
- 企画 : 加賀四郎
- 撮影 : 宮川一夫
- 美術 : 西岡善信
- 音楽 : 塚原晢夫
- 編集 : 山田弘
- 脚本 : 高岩肇、野上龍雄

## 倂映作品
- 『女めくら物語』: 島耕二監督作品